# Pierre de Montjamont
Pierre Lorenchet de Montjamont, est officier général français, général de corps d'armée, né le 19 octobre 1907 au Creusot, et mort le 14 mai 1998 à Chalon-sur-Saône. Il est le premier président des Scouts unitaires de France (SUF),

## Biographie
Pierre de Montjamont, orphelin de guerre, est né le 19 octobre 1907.
D’abord sous-lieutenant de réserve, il est activé en 1933 dans l’arme du train, puis sert comme instructeur à Saint-Cyr. Il participe aux cercles sociaux d’officiers créés par le capitaine de la Chapelle.
Avec son épouse Rozenn, le père Henri Caffarel et trois autres couples, il participe au début de 1939 au lancement des Équipes Notre-Dame (père Paul Doncœur avec le père Caffarel au prieuré de Troussures).

## Seconde Guerre mondiale
Pendant la campagne de France, il est au 4e bureau du Grand Quartier Général (GQG). De juillet 1941 à octobre 1942, il commande le groupement 5 des Chantiers de la jeunesse, Auvergne. En novembre 1942, il tente de rejoindre l’Afrique du Nord. Le paquebot Lyautey, à bord duquel il se trouve, est en vue des côtes algériennes le 8 novembre 1942 lorsqu’il est dans l’obligation de faire demi-tour.
Début 1943, il dirige l’école des cadres des Chantiers de la jeunesse au château de Lespinet, près de Toulouse. Dans le même temps, il appartient à l’ORA dont il dirige le 1er bureau, chargé des cadres et du plan de mobilisation. Après le départ de Montjamont, menacé d’arrestation, cette école constituera le groupe d’escadrons Lespinet qui rejoindra le groupe franc Pommiès. Après l’arrestation par la Gestapo de Gèze et La Chapelle, tous deux officiers d’active et chefs de Chantiers, Montjamont rejoint son ami François Huet, chef militaire du Vercors et ancien chef de la mission de liaison armée-228 chantiers. Il est responsable de la logistique, c'est-à-dire des transports et plus particulièrement de tout ce qui concerne la réception des parachutages et la répartition des armes.
Après les combats du Vercors, Montjamont rejoint la 27e division alpine dont il commande le 4e bureau pendant la bataille des Alpes, durant l’hiver 1944-1945 sous le pseudonyme "Capitaine Monnier".

## Après la Guerre
De 1947 à 1949, il est directeur-adjoint de l’école des troupes aéroportées (ETAP). Fort de l’expérience des parachutages du Vercors, il met au point une technique de parachutage en montagne. Le 26 mars 1949, pour le cinquième anniversaire des Glières, l’ETAP organise le parachutage sur le plateau de dix anciens des bataillons alpins, conduits par le colonel Vallette d’Osia.
De 1950 à 1953, nommé colonel, il sert au Standing Group à Washington. Il retrouvera l’OTAN comme officier général. Il deviendra général de corps d'armée en 1965. Il prendra sa retraite en 1966. Ses dernières années lui permettent de reprendre contact avec la formation de la jeunesse, qui aura été la préoccupation de toute sa vie.

## Scoutisme
Officier d'active, il est responsable du clan Charles de Foucauld à l'école militaire de Saint-Cyr, en 1939.
Après avoir participé au lancement des Scouts saint Georges en 1968 à Riaumont, Pierre de Montjamont est sollicité par les jeunes chefs qui créent les Scouts unitaires de France, pour devenir le premier président de cette association dont il dépose les statuts le 2 avril 1971. Il exerce cette fonction jusqu'en 1976. Avec Bernard de Jerphanion et Philippe Trampont, il élabore les formations « Tripodes », destinés aux chefs de groupe, et il restera proche du mouvement jusqu'à la fin.
Pierre de Monjamont meurt à Chalons-sur-Saône le 14 mai 1998.

## Distinctions
- Officier de la Légion d'honneur par décret du 30 décembre 1959[13] ; chevalier par décret du 14 décembre 1951
- Commandeur de l'ordre national du Mérite
- Croix de guerre 1939–1945
- Legion of Merit (États-Unis)[14]